# Little Joe 5B

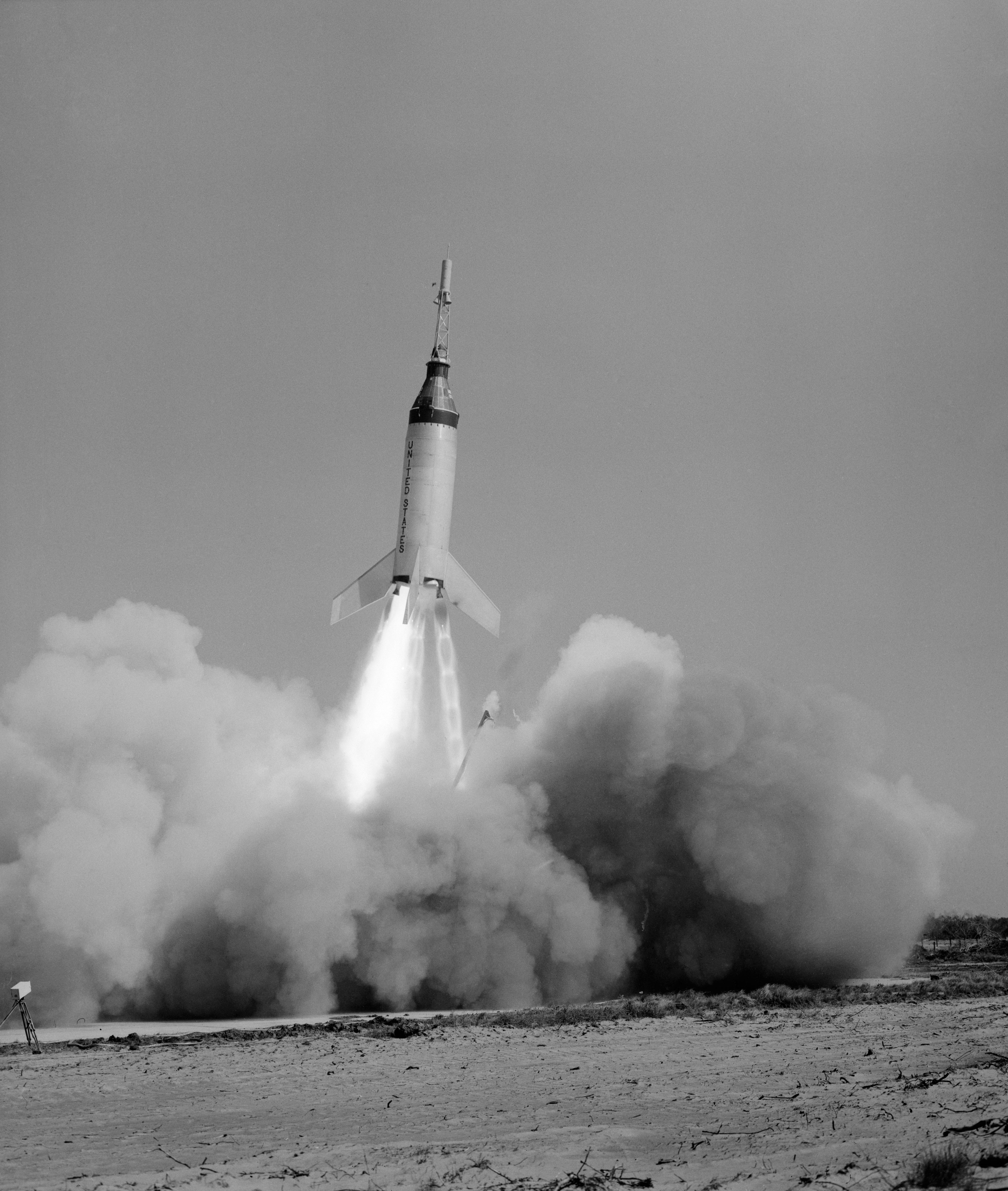
Il lancio della Little Joe 5B

La missione denominata Little Joe 5B fu un collaudo del sistema di salvataggio (LES) del veicolo spaziale Mercury eseguito nell'ambito dell'omonimo programma spaziale degli Stati Uniti d'America.
In fondo si trattò della ripetizione della missione già in precedenza conclusa con successo, la Little Joe 5A. Nella missione venne usata la capsula Mercury con il numero di serie 14A. Il lancio della missione venne effettuato il 28 aprile 1961 da Wallops Island in Virginia.
La Little Joe 5B raggiunse un apogeo 4,5 km percorrendo una distanza di 14 km. La durata della missione fu di 5 minuti e 25 secondi, mentre la velocità massima raggiunta fu di 2.865 km/h. L'accelerazione misurò ben 10 g pari a 98 metri al secondo.
La missione fu un successo parziale, perché nonostante tutti i sistemi avevano funzionato correttamente l'apogeo raggiunto e la distanza percorsa furono il primo relativamente basso e il secondo breve, confrontando questi dati con l'analoga missione Mercury-Little-Joe 5A. La capsula Mercury con il numero di serie 14A comunque poté essere recuperata. Il peso totale della stessa fu di 1.141 kg.
La capsula Mercury numero 14A usata nella missione Little Joe 5B attualmente è esposta presso il Virginia Air and Space Center di Hampton in Virginia.

## Statistiche
- Velocità massima raggiunta: 2.865 km/h (1.780 Mph)
- Accelerazione raggiunta: 10 g (98 m/s²)